# Anni 500 a.C.
Gli anni 500 a.C. sono il decennio che comprende gli anni dal 509 a.C. al 500 a.C. inclusi.

## Eventi, invenzioni e scoperte
509 a.C.
- A Roma si instaura la Repubblica

## Nati
- Lu Ban, ingegnere, filosofo e inventore cinese († 440 a.C.)505 a.C.
- Zengzi, filosofo cinese († 436 a.C.)500 a.C.
- Boganathar, religioso indiano († 300 a.C.)
- Tisia, oratore siceliota

## Morti
- Lucio Giunio Bruto, politico e militare romano
- Lucrezia, romana
- Spurio Lucrezio Tricipitino, politico romano
- Arrunte Tarquinio, militare e nobile romano507 a.C.
- Timasiteo di Delfi, atleta e militare greco antico504 a.C.
- Vijaya di Sri Lanka, sovrano (n. 543 a.C.)503 a.C.
- Publio Valerio Publicola, politico e militare romano500 a.C.
- Manio Tullio Longo, politico romano